# Solariella basilica
Solariella basilica là một loài ốc biển, là động vật thân mềm chân bụng sống ở biển thuộc họ Solariellidae.